# Edeagus

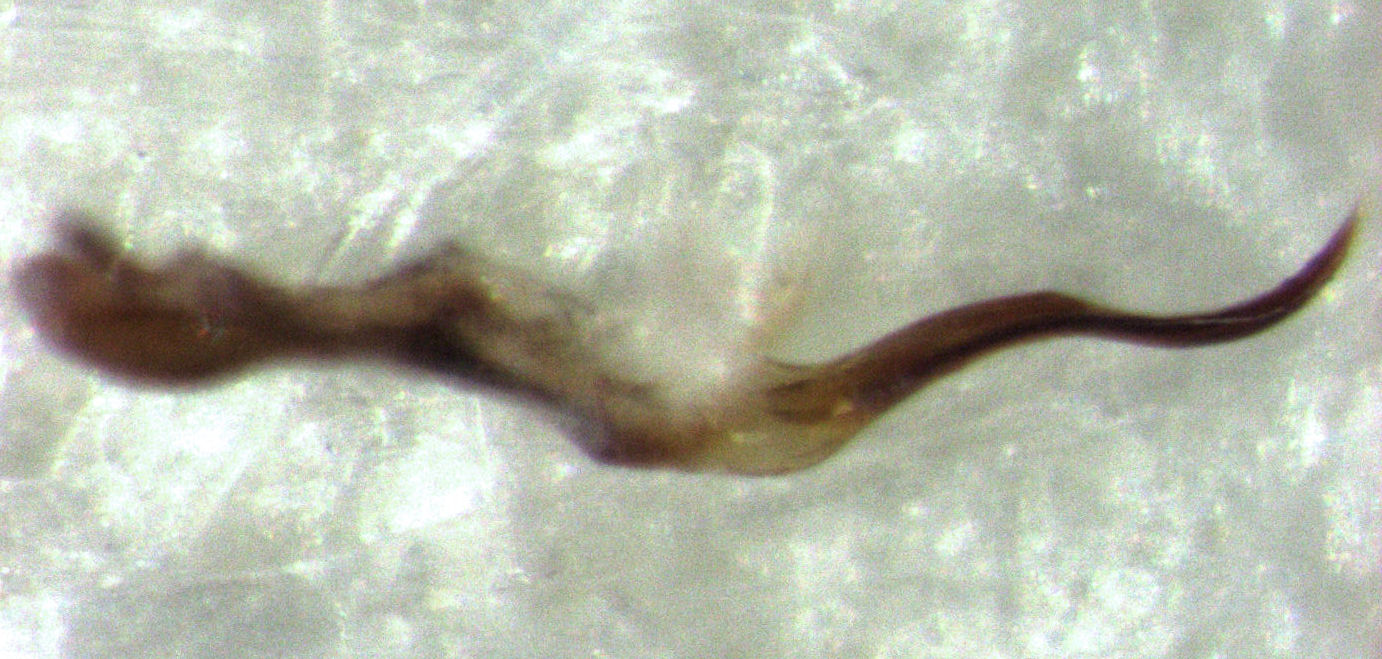
Edeagus pluskwiaka Maistes vetus

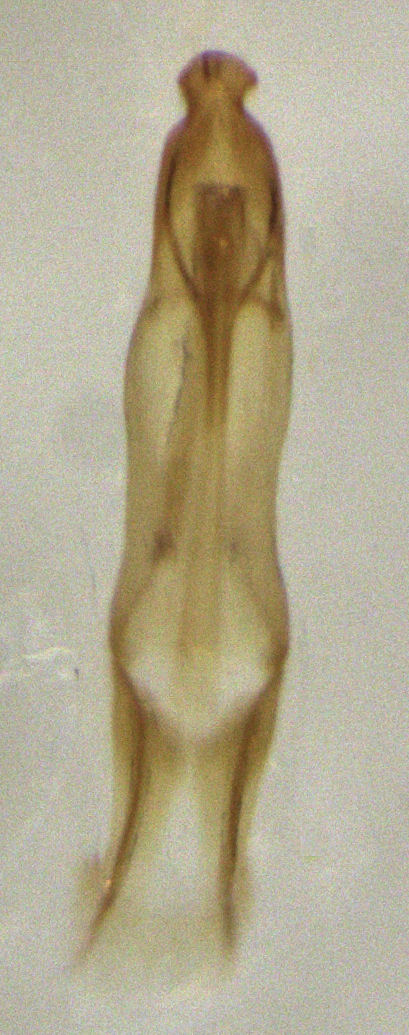
Edeagus chrząszcza Omonadus floralis

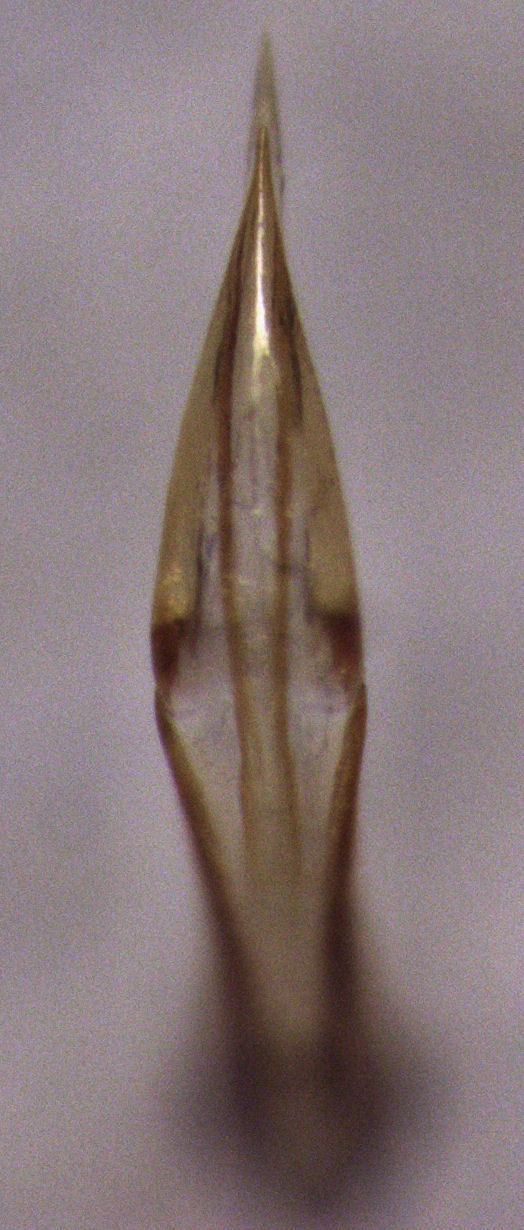
Edeagus chrząszcza Sapintus deitzi

Edeagus (łac. aedeagus, l. mn. aedeagi, także: aedoeagus, aedaeagus) – część męskich genitaliów różnych stawonogów, biorąca udział w kopulacji i zaplemnieniu.
Termin aedeoeagus został wprowadzony w 1859 roku przez Foudrasa. Początkowo używany głównie w stosunku do genitaliów chrząszczy, później zaadaptowany do opisu struktur u motyli, muchówek i innych rzędów.

## Owady
U owadów mianem edeagusa określa się końcową (dystalną) część fallusa. Część podstawową (proksymalną) fallusa nazywa się wówczas fallobazą. Czasem fallobaza jest słabo odróżnialna i wówczas cały fallus bywa określany mianem edeagusa. Niekiedy edeagus w ogóle bywa definiowany jako prącie razem z paramerami czy też terminy: prącie, fallus i edeagus traktuje się jako synonimy. Takie podejście nie jest według Razowskiego poprawne.
Zewnętrzna ściana edeagusa i fallobazy określana jest jako ectophallus. Wewnątrz edeagusa znajduje się komora zwana endofallusem. Może mieć ona formę wynicowywalnego woreczka lub być tworem na stałe wewnętrznym. Do tej komory otwiera się gonoporem przewód wytryskowy, natomiast sama komora otwiera się na zewnątrz otworem zwanym fallotremą. U wielu grup w czasie kopulacji endofallus może się wynicowywać przez fallotremę, ciągnąc za sobą przewód wytryskowy i stając się szczytową częścią fallusa.
Kształt edeagusa może być rozmaity, zwykle ma on formę silnie zesklerotyzowanej rurki. Często jego szczytowa część jest jednak słabiej zesklerotyzowana, błoniasta i określana jako wezyka lub woreczek prepucjalny. Edeagus może być uzbrojony w różne płytki, kolce lub wyrostki zwane titillatorami. Zwykle edeagus ma własne umięśnienie i apodemy wychodzące z jego nasady. W niektórych grupach edeagus może być zredukowany albo prawie całkiem zanikły, a wówczas jego rolę przejmują wyrostki fallobazy, np. falloteka.
U pluskwiaków edeagus może mieć prostą formę rurkowatą, ale często ma nieregularny kształt i dodatkowo jeszcze różne wyrostki u wierzchołka. U niektórych grup jest zredukowany, zwłaszcza u cykadowatych, gdzie jego rolę przejmuje falloteka.
U błonkówek edeagus często ma boczne lub końcowe wyrostki. U pszczołowatych wyrastają z niego boczne sagittae i grzbietowa spatha.
Chruściki i motyle mają rurkowaty edeagus ukryty w fallokrypcie lub fallotece. U motyli rozmiary endofallusa często są większe niż edeagusa, z którego się wynicowuje.
U wojsiłków edeagus jest płaski, nieregularny i opatrzony parą ramion osadzonych dystalnie. Muchówki mają edagus różnie wykształcony. Może mieć formę krótkiego, ściętego wyrostka lub długiej, smukłej, pozwijanej rurki albo mieć kształt nieregularny i być zaopatrzony w różne płatki i wyrostki.

## Pajęczaki
Narząd kopulacyjny niektórych roztoczy z grupy Acariformes określany jest edeagusem lub penisem. Może być krótki i delikatny albo osiągać po wynicowaniu długość większą od ciała. Duże penisy mogą być podtrzymywane przez system sklerytów.
Edeagusem bywa także określane prącie kosarzy.